# Körper (Geometrie)

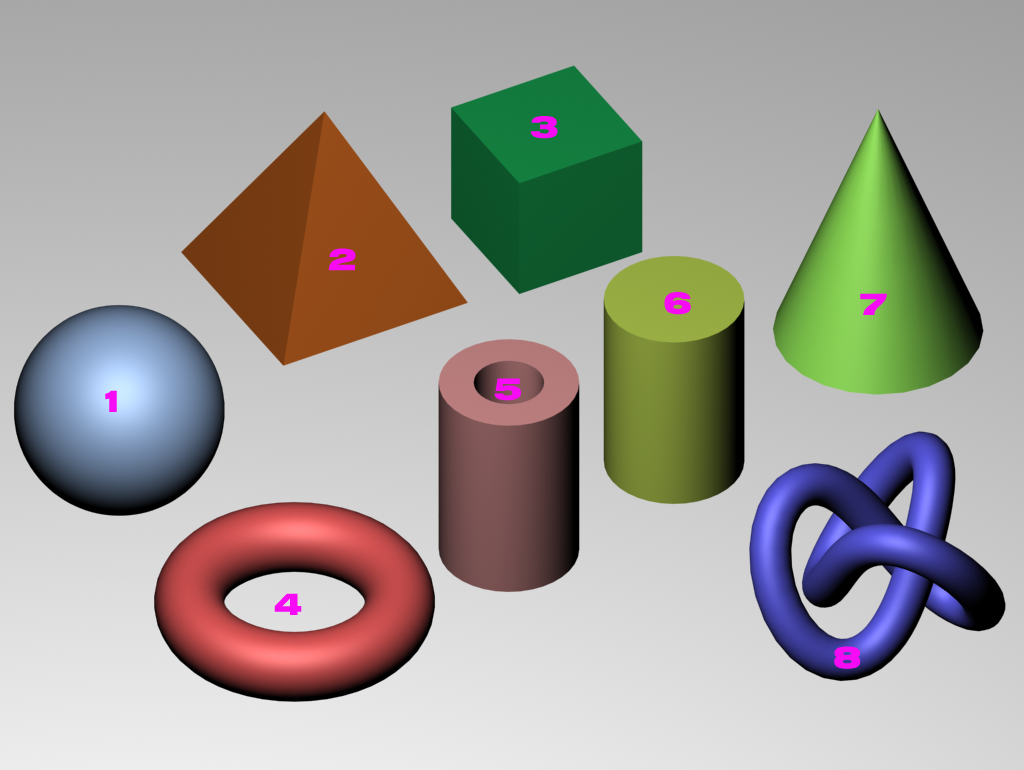
Beispiele für geometrische Körper: Kugel, Pyramide, Würfel, Volltorus, Hohlzylinder, Kreiszylinder, Kegel und ein verknoteter Volltorus.

Ecke, Kante und Fläche eines Würfels

Ein Körper ist in der Geometrie eine Figur im dreidimensionalen 
euklidischen Raum, die durch ihre Oberfläche beschrieben werden kann. Die Oberfläche eines Körpers kann dabei aus flachen oder gekrümmten Flächenstücken zusammengesetzt sein. Besteht die Oberfläche eines Körpers nur aus ebenen Flächenstücken, handelt es sich um einen Polyeder. Zur Berechnung des Volumens und des Oberflächeninhalts vieler geometrischer Körper gibt es mathematische Formeln (siehe Formelsammlung Geometrie). Genauer gesagt heißt eine geometrische Figur der soeben beschriebenen Art dreidimensionaler Körper, da diese Begriffsbildung auch auf höhere Dimensionen verallgemeinert werden kann.

## Definition
Geometrische Körper können auf verschiedene Weise mathematisch definiert werden. Wird der dreidimensionale Raum als Punktmenge aufgefasst, dann ist ein Körper eine Teilmenge dieser Punkte, die bestimmte Eigenschaften erfüllt.
In der Stereometrie ist ein Körper eine beschränkte dreidimensionale Teilmenge des dreidimensionalen Raums, die allseitig von endlich vielen ebenen oder gekrümmten Flächenstücken begrenzt wird, einschließlich dieser Begrenzungsflächen. Eine Menge heißt dabei beschränkt, wenn es eine entsprechend große Kugel gibt, die die Menge vollständig umfasst. Die Vereinigung der Punkte aller begrenzenden Flächenstücke bildet die Oberfläche des Körpers. Die Oberfläche eines Körpers zerlegt den Raum in zwei getrennte Teilmengen, wobei das Innere des Körpers diejenige Teilmenge ist, die keine Gerade enthält.
In der geometrischen Modellierung ist ein Körper eine beschränkte und reguläre Teilmenge des dreidimensionalen Raums. Eine Menge heißt dabei regulär, wenn sie gleich dem Abschluss ihres Inneren ist. Diese Bedingung stellt sicher, dass ein Körper ein Kompaktum ist, welches seinen Rand umfasst und vollständig dreidimensional ist, also keine Bereiche niedrigerer Dimension aufweist. Man spricht an dieser Stelle auch von der Homogenität eines Körpers. Nach dieser Definition kann ein Körper auch aus mehreren, nicht miteinander verbundenen Komponenten bestehen.
Die Oberfläche eines Körpers kann ebenfalls aus mehreren, nicht miteinander verbundenen Teilen bestehen. Indem diesen Teilflächen jeweils eine Orientierung zugewiesen wird, kann ein Körper auch über seine Oberfläche beschrieben werden. Man spricht dann auch von der Oberflächendarstellung (boundary representation) des Körpers.

## Beispiele
Die bekanntesten Beispiele für Körper sind die Platonischen Körper, bestehend aus
- Tetraeder (Vierflächner, Oberfläche aus vier Dreiecken)
- Hexaeder (Sechsflächner, Oberfläche aus sechs Quadraten) – der Würfel
- Oktaeder (Achtflächner, Oberfläche aus acht Dreiecken)
- Dodekaeder (Zwölfflächner, Oberfläche aus zwölf Fünfecken) – auch Pentagondodekaeder genannt, um auf die Oberfläche aus Fünfecken als seine Besonderheit hinzuweisen
- Ikosaeder (Zwanzigflächner, Oberfläche aus zwanzig Dreiecken)

Diese Körper beziehen sich auf die deckungsgleichen (kongruenten) Flächeneigenschaften.
Andere Beispiele für geometrische Körper sind die Kugel, der Zylinder, der Kegel, der Torus und die Pyramide (besonders erwähnt, da das Tetraeder nur vier Seiten hat, die Pyramide fünf).

## Typen geometrischer Körper

### Polyeder
Ein Polyeder ist ein geometrischer Körper, dessen Grenzflächen Polygone sind. Zu den bekanntesten Polyedern gehören die regelmäßigen Polyeder. Das sind die dreidimensionalen, von regelmäßigen Vielecken begrenzten Vielflächner, deren Kanten nur nach außen zeigen und die nicht unendlich groß sind, wie beispielsweise der Würfel, der Tetraeder oder auch der sogenannte Fußballkörper. Von diesen Körpern gibt es nur fünf Arten: die platonischen Körper, die mit sich selbst oder untereinander dual sind, die archimedischen Körper und die dazu dualen catalanischen Körper sowie die Johnson-Körper. Dazu kommen die Prismen und die Antiprismen. Es gibt nur fünf regelmäßige Polyeder, mit denen alleine eine lückenlose Raumfüllung möglich ist: Würfel, dreieckiges und sechseckiges Prisma, verdrehter Doppelkeil und Oktaederstumpf.

### Konvexe Körper
Ist ein geometrischer Körper zudem konvex, so spricht man von einem konvexen Körper. Alle regelmäßigen Polyeder sind konvex. Konvexe Körper können aber auch durch Normen abgeleitet werden, zum Beispiel den p-Normen.

### Rotationskörper
Körper, deren Oberfläche durch die Rotation einer Kurve um eine bestimmte Achse konstruiert werden, bezeichnet man als Rotationskörper. Jede Schnittfläche, die orthogonal zur Rotationsachse liegt, hat eine kreis- oder kreisringförmige Gestalt. Hierzu gehören Kugel, Zylinder, Kegel, Kegelstumpf, Torus und Rotationsellipsoid. Die Kugel nimmt insofern eine Sonderstellung ein, weil jede Gerade durch ihren Mittelpunkt eine Rotationsachse ist.

## Weiteres
- Zur Veranschaulichung von Körpern finden Körpernetze, (physische) Körpermodelle und Software-Anwendungen für dynamische Raumgeometrie und CAD Verwendung.
- Die Geometrie kennt Formeln zur Berechnung von Oberfläche und Volumen vieler Körper.
- Symmetrieeigenschaften einzelner Körper lassen sich in der Gruppentheorie darstellen.
- Kristalle sind aus (idealisierten) Elementarzellen aufgebaut, die sich als geometrische Körper verstehen lassen.